# Фартенадзе, Шота
Шота Фартенадзе (груз. შოთა ფართენაძე, род. 28 ноября 1994, Аджария) — грузинский борец вольного стиля, призёр чемпионата мира и Европы 2023 года.

## Биография
Родился в 1994 году. С 2011 года принимает участие в международных соревнованиях по борьбе. На юниорском чемпионате мира в 2013 году стал бронзовым призёром в категории до 60 кг. 
В Загребе, на чемпионате Европы 2023 года в утешительном финале победил украинца Тараса Марковича и завоевал бронзовую медаль. 